# Mont Dardon
Le mont Dardon est un sommet du Morvan situé dans le département français de Saône-et-Loire, dans le sud de la Bourgogne-Franche-Comté.
On y trouve une table d'orientation et trois croix. Mais il a également été occupé par un oppidum gaulois, puis, au Xe siècle, par une chapelle aujourd'hui disparue.
Depuis mars 2017, le site dispose d'un émetteur radio (Fusion FM 94.7), tirant parti de l'altitude et permettant une diffusion sur l'ensemble du secteur du sud Morvan et le pays charolais.

## Toponymie
Dardon vient du mot « dard » suivi du suffixe diminutif on[réf. nécessaire].

## Géographie
Le sommet, situé dans le Charolais, est partagé entre les trois communes d'Issy-l'Évêque, d'Uxeau et de Sainte-Radegonde. De son sommet qui culmine à 506 mètres, on aperçoit entre autres le mont Beuvray, Uchon, Mont-Saint-Vincent, et, par temps clair, le mont Blanc.

## Histoire

### Archéologie
Entre 1965 et 1975, l'archéologue Henri Parriat met en évidence la présence d'un niveau de l'âge du bronze et ouvre la voie en 1976 aux fouilles archéologiques dirigées par Carole Crumley, qui révèlent un haut-lieu de l'âge du fer.

### Les trois croix
Les trois croix qui se dressent au sommet du mont Dardon ont leurs bras orientés vers les trois paroisses d'Issy-l'Évêque, Uxeau et Sainte-Radegonde. C'est en 1855 que trois premières croix avaient été installées à cet endroit. En 1890, deux de ces croix furent abattues par les vents violents qui soufflaient sur la région. En 1892, elles furent remplacées par des croix de chêne provenant de chacune des trois communes. En 1935, le chêne étant rongé par les ans, on décida d'ériger les trois croix en ciment armé actuellement en place. L'inauguration, immortalisée sur une carte postale, attira une foule nombreuse.

## Activités
Le mont Dardon est le siège de nombreuses activités (parapente, randonnée, fêtes traditionnelles, etc.).
Il a donné son nom à une association particulièrement active en matière de patrimoine et d'histoire locale : Les Amis du Dardon, fondée en 1965 et ayant son siège à Gueugnon.

## Culture populaire

### Poésie
Extrait d'un poème de Michel Monnot :
Mont Dardon, mon Dardon

Tu embaumes nos têtes

Des rituels feux et fêtes

De la Saint Jean

Et bénévole veilleur

De tes remparts anciens

Démolis puis enfouis

Tu gardes un œil discret

Sur tout le val d’Arroux

…

Mont Dardon, mon Dardon

De Montmort et d’Uxeau

Et d’ailleurs de partout

Même des Carolines

Savants, généraux et docteurs

T’investissent et te fouillent

Te triturent et t’opèrent

Toi, mon Dardon si docile

Assoiffé de caresses 

Patiné par le vent

Aplani par la pluie 

Tout pétri de soleil.

### Citation
Georges Riguet dit de cette montagne : « Elle connaît l'humeur des vents et le cheminement des nuages, elle détourne quand elle le veut les orages ».